# Trollarudden
Trollarudden är en bebyggelse vid Runn nordost om Borlänge i Torsångs socken i Borlänge kommun. Från 2015 avgränsar SCB här en småort.

## Befolkningsutveckling
| Befolkningsutvecklingen i Trollarudden 2010–2023 | Befolkningsutvecklingen i Trollarudden 2010–2023 | Befolkningsutvecklingen i Trollarudden 2010–2023 | Befolkningsutvecklingen i Trollarudden 2010–2023 | Befolkningsutvecklingen i Trollarudden 2010–2023 |
| ------------------------------------------------ | ------------------------------------------------ | ------------------------------------------------ | ------------------------------------------------ | ------------------------------------------------ |
|                                                  |                                                  |                                                  |                                                  |                                                  |
| År                                               |                                                  |                                                  | Folkmängd                                        | Areal (ha)                                       |
| 2010                                             | 2010                                             |                                                  | 31                                               | #                                                |
| 2015                                             | 2015                                             |                                                  | 60                                               | 19#                                              |
| 2020                                             | 2020                                             |                                                  | 51                                               | 19#                                              |
| 2023                                             | 2023                                             |                                                  | 66                                               | 19                                               |
| Anm.: Ej småort 2010. # Som småort.              |                                                  |                                                  |                                                  |                                                  |